# إستفان كوفاكس
إستفان كوفاكس (بالمجرية: Kovács István)‏ (مواليد 17 أغسطس 1970) هو ملاكم مجري معتزل، مثّل بلاده في دورتي الألعاب الأولمبية الصيفية 1992 و1996.

## روابط خارجية
إشتڤان كوڤاتش على موقع بوكس ريك (الإنجليزية) (registration required)
- إشتڤان كوڤاتش على موقع أوليمبيديا (الإنجليزية)